# Zbrodnia w Łopatkach
Zbrodnia w Łopatkach – seria zbiorowych egzekucji przeprowadzonych przez członków niemieckiego Selbstschutzu w nieczynnej kopalni piasku w pobliżu wsi Łopatki pod Wąbrzeźnem. W okresie od października do grudnia 1939 r. niemieccy okupanci zamordowali tam setki mieszkańców ziemi chełmińskiej, głównie przedstawicieli lokalnej inteligencji, jak również osoby aktywne społecznie i cieszące się poważaniem wśród polskiej społeczności. Zdaniem niektórych badaczy w Łopatkach mogło zginąć nawet do 2500 Polaków z powiatów wąbrzeskiego i sąsiednich.

## Przejęcie władzy przezSelbstschutz
Wąbrzeźno zostało zajęte przez oddziały Wehrmachtu 6 września 1939 r. W mieście i jego okolicach natychmiast uaktywnili się członkowie miejscowego Selbstschutzu – paramilitarnej formacji złożonej z przedstawicieli niemieckiej mniejszości narodowej, zamieszkującej przedwojenne terytorium Rzeczypospolitej. Selbstschutzmani z powiatu wąbrzeskiego podlegali organizacyjnie II. Inspektoratowi Selbstschutzu, który obejmował zasięgiem swego działania również powiaty: chełmiński, lipnowski i toruński. Siedziba inspektoratu znajdowała się w Płutowie, w dawnym dworze niemieckiego rodu Alvensleben, którego potomek – Ludolf-Hermann von Alvensleben – stał na czele pomorskiego Selbstschutzu. Szefem II. Inspektoratu był zresztą inny członek rodu – Jacob Ludolf von Alvensleben.
Na terenie powiatu wąbrzeskiego niezwłocznie rozpoczęły się aresztowania Polaków, których ofiarą padli przede wszystkim przedstawiciele lokalnych elit politycznych, gospodarczych i intelektualnych, ale również osoby, do których członkowie Selbstschutzu żywili osobiste urazy bądź pretensje. Często okupanci kierowali się sporządzonymi wcześniej listami proskrypcyjnymi.
W połowie września na terenie hal fabrycznych należących do wąbrzeskich zakładów Polskiego Przemysłu Gumowego (obecnie Ergis S. A.) Niemcy utworzyli prowizoryczny obóz koncentracyjny dla mieszkańców Wąbrzeźna. Był to jeden z dziewiętnastu "obozów internowania" utworzonych przez Selbstschutz na terenie Pomorza. W październiku policja i Selbstschutz przeprowadziły w Wąbrzeźnie wielką obławę na przedstawicieli inteligencji i innych Polaków uznawanych za niebezpiecznych dla okupanta, w której wyniku ujęto ponad 1000 osób. Blisko 800 zatrzymanych uwięziono na terenie fabryki PPG. Pozostałych umieszczono w areszcie policji, który został zorganizowany w budynku więzienia sądowego w Wąbrzeźnie.
W obozie na terenie fabryki więziono również Polaków z innych miejscowości leżących w powiecie wąbrzeskim, przetrzymywanych wcześniej w pomniejszych aresztach lub prowizorycznych miejscach internowania. Między innymi, w dniu 16 września do obozu w Wąbrzeźnie trafiło blisko 70 Polaków z Kowalewa Pomorskiego, więzionych wcześniej w tamtejszej synagodze. Aresztanci musieli przejść pieszo blisko 16 kilometrów, niosąc gwiazdę Dawida z synagogi, a po drodze konwojenci znęcali się nad nimi, zmuszając do padania, czołgania się, jak również nie szczędząc ciosów kolbami karabinów.
Łącznie przez obóz w Wąbrzeźnie przeszło blisko tysiąc Polaków. Funkcję komendanta pełnił były bokser Erwin Müller. Selbstschutzmani, a w szczególności Müller, traktowali uwięzionych z wielką brutalnością, nie szczędząc im bicia, szykan i upokorzeń. Wielu aresztantów zostało zakatowanych na śmierć przez strażników.
Z wymienionych wyżej miejsc odosobnienia więźniowie byli wywożeni na egzekucje. Jedna z pierwszych odbyła się 17 października 1939 r. na polach pod Nielubiem, miejscowością leżącą na południe od Wąbrzeźna. Funkcjonariusze policji i członkowie Selbstschutzu rozstrzelali tam ośmiu szanowanych mieszkańców Wąbrzeźna – członków Polskiego Związku Zachodniego (m.in. starostę powiatu wąbrzeskiego, Zygmunta Kalksteina).

## Egzekucje w Piaskowni
Jako główne miejsce kaźni mieszkańców powiatu wąbrzeskiego Niemcy wybrali jednak nieczynną kopalnię piasku („piaskownię”), znajdującą się pobliżu wsi Łopatki – 11 kilometrów od Wąbrzeźna. Pierwszą grupę Polaków rozstrzelano w Łopatkach w dniu 17 października 1939 r. Regularne egzekucje odbywały się tam przez kolejnych sześć tygodni. Co kilka dni do piaskowni zwożono grupy skazańców (zwykle po ok. 150 osób każda), gdzie następnie rozstrzeliwali ich Selbstschutzmani.
W Łopatkach zginęła większość spośród blisko tysiąca więźniów obozu w Wąbrzeźnie. Zamordowano tam również wielu więźniów obozu Selbstschutzu w Rywałdzie (sąsiedni powiat grudziądzki), jak również wielu mieszkańców powiatu brodnickiego. Obok Selbstschutzmanów z Wąbrzeźna (z komendantem Müllerem na czele) znaczącą rolę w egzekucjach dokonywanych w Łopatkach odegrali bojówkarze z placówki Selbstschutzu w Kowalewie Pomorskim – w szczególności jej komendant Wilhelm Heinz Bormann oraz jego bliski współpracownik, Gwido von Kriess (właściciel majątku ziemskiego Chełmonie).
Pod koniec 1944 r., w związku ze zbliżaniem się Armii Czerwonej, Niemcy przystąpili do zacierania śladów zbrodni. Zwłoki pomordowanych zostały wykopane i spalone. Z tego powodu trudno dziś określić dokładną liczbę ofiar zbrodni w Łopatkach. Materiały Rady Ochrony Pamięci Walk i Męczeństwa podają liczbę około 2400 ofiar, w tym 25 kobiet i kilku księży. Inne źródła podają nieco mniejszą liczbę ofiar (od 1000 do 2000). Udało się ustalić zaledwie kilkadziesiąt nazwisk zabitych osób, m.in. Władysława Klimka – posła na Sejm RP oraz ks. Alojzego Puppela – proboszcza w Kowalewie Pomorskim i dziekana Dekanatu Golubskiego. W Łopatkach zamordowano też wielu Żydów, w tym kobiety, dzieci.

## Po wojnie
Po zakończeniu działań wojennych, dla uczczenia pamięci ofiar, na miejscu straceń usypano symboliczną mogiłę, a na sąsiednim wzgórzu postawiono pomnik z tablicą pamiątkową, na której widnieje napis: „Ku czci 2500 Polaków zamordowanych tu w 1939 r. przez zbrodniarzy hitlerowskich”.
Wilhelm Heinz Borman został ujęty i po procesie w Kowalewie Pomorskim skazany na karę śmierci. Wyrok wykonano. Losy Gwidona von Kriessa i Erwina Müllera nie są znane.